# Quinet
Quinet, pleme američkih Indijanaca porodice Karankawan koje je obitavalo sjeverno od Matagorda zaljeva. Pod ovim imenom poznati su iz dokumenata La Salleove ekspedicije, koji ih nalaze na području današnjeg okruga Jackson. Quineti su bili saveznici Ebahamo Indijanaca, jednim drugim karankawan plemenom. Pretpostavlja se da se kasnije javljaju pod imenom Cujane ili Kohani, jel se nakon 1690. pod imenom Quinet više ne spominju. 